# زمان‌سنجی
زمان‌سنجی یا علم سنجش زمان (به: یونانی χρόνος Chronos، 'زمان' و μέτρον metron، 'اندازه‌گیری') علم سنجش و اندازه‌گیری زمان است و با اندازه‌گیری، زمان‌سنجی استانداردسازی زمان را نیز به‌کار می‌گیرد. این دانش به عنوان یک مرجع قابل توجه برای بسیاری از زمینه‌های مختلف علم برآورد شده‌است.
اهمیت اندازه‌گیری دقیق و قابل اعتماد زمان علاوه بر ارائه یک واحد استاندارد شده برای آزمایش‌های زمان‌سنجی به دنیای مدرن و پژوهش‌های علمی بیشتر بسیار زیاد است. علیرغم تعدادی از واحدهای مشخص در سراسر جهان، زمان تغییر را تغییر می‌دهد و متغیر در بسیاری از آزمایش‌ها است؛ بنابراین زمان - و استانداردسازی آن - بخش مهمی از بسیاری از زمینه‌های علوم است.
علم سنجش زمان، نباید با زمان‌بندی اشتباه گرفته شود، «علم محل وقایع در زمان» نیز اغلب به این دانش متکی است.